# Inami (Wakayama)
Pour les articles homonymes, voir Inami.
Inami (印南町, Inami-chō) est un bourg du district de Hidaka, dans la préfecture de Wakayama, sur l'île de Honshū, au Japon.

## Géographie

### Démographie
Au 1er décembre 2014, la population d'Inami s'élevait à 8 146 habitants répartis sur une superficie de 113,63 km2.